# Instância (grau de jurisdição)
Judicialmente, a instância corresponde a um grau/nível de jurisdição na hierarquia do poder judiciário.

## Instâncias do Poder Judiciário no Brasil
O Poder Judiciário do Brasil baseia-se em três instâncias, onde a decisão de uma instância inferior pode ser modificada por uma instância superior, através do recurso.

### Primeira instância
A primeira instância, onde geralmente começam as ações judiciais, constitui-se de juízes monocráticos: o juiz de direito da comarca (Justiça organizada pelos estados) atua nos Fóruns e Varas especializadas; juízes federais atuam nas Seções Judiciárias/Varas; juízes eleitorais atuam nas Juntas Eleitorais; juízes do trabalho atuam nas Varas do Trabalho, e; os juízes auditores nas Auditorias Militares (na Justiça Militar).

### Segunda instância
A segunda instância, onde são julgados pelos desembargadores recursos contra decisões dos juízes de primeira instância e alguns processos originários (onde os réus são autoridades com foro privilegiado), é formada pelos tribunais de Justiça  (TJ) (os antigos Tribunais de Alçada foram extintos pela Emenda Constitucional nº 45, de 30 de dezembro de 2004) e pelos tribunais regionais federais (TRF),  Tribunais Regionais Eleitorais (TRE), do Tribunal Regional do trabalho (TRT) e Tribunal de Justiça Militar (TJM).
Logo é Justiça Comum: 1ª instância - Fóruns e Varas especializadas na esfera Estadual e  Seções Judiciárias/ Varas na esfera Federal, na 2ª instância tem TJ + juizados especiais cíveis e criminais na esfera Estadual, TRF na esfera Federal + juizados federais especiais. Já a Justiça Especializada: 1ª instância - Varas do trabalho, Juntas eleitorais e Auditorias militares, na 2ª instância-TRT, TRE e TJM. 

### Instâncias superiores
A instância superior é formada pelos Tribunais Superiores - TST, TSE e STM, STJ. A instância superior é constituída pelos tribunais superiores (Supremo Tribunal Federal (STF), Superior Tribunal de Justiça (STJ), Tribunal Superior do Trabalho (TST), Tribunal Superior Eleitoral (TSE) e Superior Tribunal Militar (STM)), onde ministros que julgam recursos contra decisões dos tribunais de segunda instância. Na prática, porém, o Supremo Tribunal Federal tem funcionado como uma "quarta instância".